# París-Niça 2000
La París-Niça 2000 fou la 58a edició de la París-Niça. És un cursa ciclista que es va disputar entre el 5 i el 12 de març de 2000. La cursa fou guanyada per l'alemany Andreas Klöden de l'equip Telekom per davant de Laurent Brochard (Jean Delatour) i de Francisco Mancebo (Banesto). Brochard guanyà la classificació per punts, Francesco Casagrande la de la muntanya i el conjunt Telekom la d'equips.
Laurent Fignon es converteix en l'organitzador de la prova.

## Participants
En aquesta edició de la París-Niça hi preneren part 157 corredors dividits en 20 equips: US Postal Service, Cofidis, le Crédit par Téléphone, Banesto, Team Polti, Telekom, Bonjour, Crédit Agricole, Vini Caldirola-Sidermec, Saeco Macchine per Caffé-Valli & Valli, Rabobank, Mapei-QuickStep, La Française des Jeux, Jean Delatour, Festina, Lotto-Adecco, AG2R-Décathlon, Fassa Bortolo, MemoryCard-Jack & Jones, Kelme - Costa Blanca i BigMat-Auber'93. La prova l'acabaren 126 corredors.

## Resultats de les etapes
| Etapes   | Data       | Recorregut                 | Km       | Vencedor d'etapa | Líder de la general |
| -------- | ---------- | -------------------------- | -------- | ---------------- | ------------------- |
| Pròleg   | 5 de març  | Bois de Vincennes (CRI)    | 7.9 km   | Laurent Brochard | Laurent Brochard    |
| 1a etapa | 6 de març  | Sens-Nevers                | 201 km   | Jaan Kirsipuu    | Jaan Kirsipuu       |
| 2a etapa | 7 de març  | Nevers-Belleville          | 203.7 km | Fabio Baldato    | Laurent Brochard    |
| 3a etapa | 8 de març  | Trévoux-Saint-Étienne      | 178 km   | Bo Hamburger     | Laurent Brochard    |
| 4a etapa | 9 de març  | Berre-l'Étang-Sisteron     | 194.2 km | Matteo Tosatto   | Laurent Brochard    |
| 5a etapa | 10 de març | Sisteron-Villeneuve-Loubet | 196.2 km | François Simon   | Laurent Brochard    |
| 6a etapa | 11 de març | Niça-Coll d'Èze (CRI)      | 10 km    | Andreas Klöden   | Andreas Klöden      |
| 7a etapa | 12 de març | Niça-Niça                  | 160.1 km | Tom Steels       | Andreas Klöden      |

## Etapes

### Pròleg
5-03-2000. Bois de Vincennes, 7.9 km. (CRI)
|   | Ciclista         | Equip           | Temps  |
| - | ---------------- | --------------- | ------ |
| 1 | Laurent Brochard | Jean Delatour   | 9' 32" |
| 2 | Chris Boardman   | Crédit Agricole | m. t.  |
| 3 | Lauri Aus        | AG2R-Décathlon  | + 4"   |

### 1a etapa
6-03-2000. Sens-Nevers, 201 km.
|   | Ciclista       | Equip           | Temps      |
| - | -------------- | --------------- | ---------- |
| 1 | Jaan Kirsipuu  | AG2R-Décathlon  | 4h 56' 01" |
| 2 | Danilo Hondo   | Telekom         | m. t.      |
| 3 | Stuart O'Grady | Crédit Agricole | m. t.      |

### 2a etapa
7-03-2000. Nevers-Belleville 203.7 km.
|   | Ciclista          | Equip           | Temps      |
| - | ----------------- | --------------- | ---------- |
| 1 | Fabio Baldato     | Fassa Bortolo   | 4h 49' 21" |
| 2 | Giuliano Figueras | Mapei-QuickStep | m. t.      |
| 3 | Laurent Brochard  | Jean Delatour   | m. t.      |

### 3a etapa
8-03-2000. Trévoux-Saint-Étienne 178 km.
|   | Ciclista          | Equip                   | Temps      |
| - | ----------------- | ----------------------- | ---------- |
| 1 | Bo Hamburger      | MemoryCard-Jack & Jones | 4h 28' 35" |
| 2 | Rinaldo Nocentini | Mapei-QuickStep         | + 10"      |
| 3 | Matteo Tosatto    | Fassa Bortolo           | m. t.      |

### 4a etapa
9-03-2000. Berre-l'Étang-Sisteron, 194.2 km.
|   | Ciclista           | Equip                                  | Temps      |
| - | ------------------ | -------------------------------------- | ---------- |
| 1 | Matteo Tosatto     | Fassa Bortolo                          | 4h 28' 35" |
| 2 | Tristan Hoffman    | MemoryCard-Jack & Jones                | + 2"       |
| 3 | Salvatore Commesso | Saeco Macchine per Caffé-Valli & Valli | m. t.      |

### 5a etapa
10-03-2000. Sisteron-Villeneuve-Loubet, 196.2 km.
|   | Ciclista            | Equip         | Temps      |
| - | ------------------- | ------------- | ---------- |
| 1 | François Simon      | Bonjour       | 4h 43' 09" |
| 2 | Alessandro Petacchi | Fassa Bortolo | m. t.      |
| 3 | Andrei Txmil        | Lotto-Adecco  | m. t.      |

### 6a etapa
11-03-2000. Niça-Coll d'Èze, 10 km. CRI
|   | Ciclista           | Equip           | Temps   |
| - | ------------------ | --------------- | ------- |
| 1 | Andreas Klöden     | Telekom         | 20' 06" |
| 2 | Laurent Brochard   | Jean Delatour   | + 17"   |
| 3 | Jonathan Vaughters | Crédit Agricole | + 23"   |

### 7a etapa
12-03-2000. Niça-Niça, 160.1 km.
Arribada situada al Passeig dels Anglesos.
|   | Ciclista        | Equip             | Temps      |
| - | --------------- | ----------------- | ---------- |
| 1 | Tom Steels      | Mapei-QuickStep   | 3h 53' 13" |
| 2 | Damien Nazon    | Bonjour           | m. t.      |
| 3 | George Hincapie | US Postal Service | m. t.      |

## Classificacions finals

### Classificació general
|    | Ciclista                 | Equip                   | Temps       |
| -- | ------------------------ | ----------------------- | ----------- |
| 1  | Andreas Klöden           | Telekom                 | 28h 19' 50" |
| 2  | Laurent Brochard         | Jean Delatour           | + 7"        |
| 3  | Francisco Mancebo        | Banesto                 | + 44"       |
| 4  | François Simon           | Bonjour                 | + 53"       |
| 5  | Javier Pascual Rodríguez | Kelme - Costa Blanca    | + 56"       |
| 6  | Jonathan Vaughters       | Crédit Agricole         | + 1' 02"    |
| 7  | Martin Rittsel           | MemoryCard-Jack & Jones | + 1' 15"    |
| 8  | Frankie Andreu           | US Postal Service       | + 1' 17"    |
| 9  | Dario Frigo              | Fassa Bortolo           | m. t.       |
| 10 | Tomasz Brozyna           | Banesto                 | + 1' 18"    |

## Evolució de les classificacions
| Etapa (Vencedor)           | Classificació general |
| -------------------------- | --------------------- |
| 0Pròleg (Laurent Brochard) | Laurent Brochard      |
| 0Etapa 1 (Jaan Kirsipuu)   | Jaan Kirsipuu         |
| 0Etapa 2 (Fabio Baldato)   | Laurent Brochard      |
| 0Etapa 3 (Bo Hamburger)    | Laurent Brochard      |
| 0Etapa 4 (Matteo Tosatto)  | Laurent Brochard      |
| 0Etapa 5 (François Simon)  | Laurent Brochard      |
| 0Etapa 6 (Andreas Klöden)  | Andreas Klöden        |
| 0Etapa 7 (Tom Steels)      | Andreas Klöden        |